# Halenkov
Halenkov är en ort i Tjeckien.   Den ligger i distriktet Okres Zlín och regionen Zlín, i den östra delen av landet, 280 km öster om huvudstaden Prag. Halenkov ligger 425 meter över havet och antalet invånare är 2 367.
Terrängen runt Halenkov är huvudsakligen lite kuperad. Halenkov ligger nere i en dal. Runt Halenkov är det ganska glesbefolkat, med 50 invånare per kvadratkilometer. Närmaste större samhälle är Vsetín, 11,2 km väster om Halenkov. I omgivningarna runt Halenkov växer i huvudsak blandskog.